# Axel Zwingenberger
Axel Zwingenberger (né le 7 mai 1955 à Hambourg an Allemagne du Nord) est un pianiste de Jazz spécialisé en Boogie-Woogie et Blues.

## Biographie et carrière
Après 11 années d'éducation de piano classique, il s'éprend pour le piano Boogie-Woogie à l'âge de 16 ans à l'écoute de ses idoles - tels Albert Ammons, Pete Johnson et Meade Lux Lewis. Très doué, possédant une oreille et une mémoire musicale parfaites, il conjugue rigueur du travail et esthétique afin de reproduire les œuvres des pianistes pionniers avec une fidélité remarquable.
Dès les années 1970 Zwingenberger vient en France pour le Nice Jazz Festival où il a fait la connaissance des pianistes français comme Jean-Paul Amouroux ou Jean-Pierre Bertrand et l'Américain Joe Turner, qui vivait en France.
Zwingenberger a commencé à enregistrer en 1976 en solo, mais bientôt il a rencontré de grands représentants du Jazz des États-Unis comme Big Joe Turner, le chanteur de Rhythm and blues, ou Lionel Hampton, qui l'a invité pour une tournée européenne avec son orchestre et pour des enregistrements communs avec Sippie Wallace, Lloyd Glenn, Jay McShann ou Champion Jack Dupree. Il a fait des concerts avec Ray Bryant, Big Jay McNeely, The Mojo Blues Band et la chanteuse Lila Ammons (petite-fille de son idole Albert Ammons). Il a enregistré une trentaine d'albums contenant nombre de compositions propres. Un CD de 12 compositions fut transcrit en une partition de 144 pages.
Axel Zwingenberger est également passionné de photographie et de vieilles locomotives à vapeur qui l'ont amené à publier un magnifique livre intitulé Vom Zauber der Züge - Du Charme Des Trains. Ce livre est combiné avec deux CD et une partition de Thundertrain.
Dès 2009 il donne des concerts dans la formation "The ABC&D of Boogie Woogie" avec le jeune pianiste anglais Ben Waters, le batteur des Rolling Stone Charlie Watts et le contrebassiste Dave Green.

## Discographie

### En solo
- 1977 Boogie Woogie Breakdown
- 1980 Power House Boogie
- 1985 Boogie Woogie live
- 1990 Boogie Woogie Classics
- 1996 Boogie Back To New York City

### En collaboration
- 1976 Boogie Woogie Session'76 live in Vienna - avec Hans Georg Möller, Martin Pyrker et Torsten Zwingenberger
- 1978 Let's Boogie Woogie All Night Long - avec Big Joe Turner et Torsten Zwingenberger
- 1981 Boogie Woogie Jubilee - avec Big Joe Turner, Roy Milton, Eddie Cleanhead Vinson, Margie Evans
- 1982 Lionel Hampton introduces Axel Zwingenberger into The Boogie Woogie Album - avec Lionel Hampton Orchestra
- 1989 Boogie Woogie Bros. - avec Torsten Zwingenberger
- 1991 Blue Pianos - avec Jay McShann
- 1994 Boogie In The Barrelhouse - avec Dani Gugolz et Michael Strasser
- 1996 Swing The Boogie - avec Jay McShann live
- 1999 Brothers in Boogie - avec Torsten Zwingenberger
- 1999 The Boogiemeisters - avec Vince Weber
- 2000 Vom Zauber der Züge - Du Charme Des Trains - avec différents musiciens
- 2004 Groovology - avec Gottfried Boettger
- 2008 Saxy Boogie Woogie - avec Big Jay McNeely & The Bad Boys
- 2009 Lady sings The Boogie Woogie - avec Lila Ammons
- 2010 The Magic of Boogie Woogie - en trio avec Charlie Watts & Dave Green
- 2012 The Joy of Boogie Woogie - avec Keito Saito live
- 2012 The ABC&D of Boogie Woogie - Live in Paris - avec Ben Waters, Charlie Watts & Dave Green

### Série "Axel Zwingenberger And The Friends Of Boogie Woogie"
- 1984 Vol. 1 Sippie Wallace - avec Sippie Wallace
- 1985 Vol. 2 From Hamburg To Hollywood - avec Big Jor Turner, Joe Newman, Lloyd Glenn, Torsten Zwingenberger
- 1986 Vol. 3 An Evening with Sippie Wallace - avec Sippie Wallace live
- 1987 Vol. 4 The Blues Of Mama Yancey - avec Estella "Mama" Yancey
- 1988 Vol. 5 Champ's Housewarming - avec Champion Jack Dupree et le Mojo Blues Band
- 1990 Vol. 6 On Stage With Champion Jack Dupree - avec Champion Jack Dupree et Torsten Zwingenberger
- 1992 Vol. 7 Champion Jack Dupree sings Blues Classics - avec Champion Jack Dupree, Mogens "Basse" Seidelin et Michael Strasser
- 1993 Vol. 8 Heat It Up - avec Red Holloway et le Mojo Blues Band
- 1999 Vol. 9 Red Hot Boogie Woogie Party - avec Red Holloway et le Mojo Blues Band live
- 2000 Vol.10 Kansas City Boogie Jam - avec Big Joe Duskin, Sammy Price et Jay McShann